# Cvetni diagram
Cvetni diagram je grafična in geometrična metoda, s pomočjo katere se prikazuje zgradbo (morfologijo) rastlinskega cveta. Postopek, pri katerem se uporabljajo dogovorjeni simboli, omogoča prikazovanje števila cvetnih delov, njihovo razporeditev in morebitno zraslost. Cvetni diagrami so uporabni za lažje prepoznavanje cvetov in rastlinskih vrst ter razumevanje evolucije kritosemenk. Prvič so bili uporabljeni v poznem 19. stoletju, največje zasluge za njihov razvoj pa se pripisuje nemškemu botaniku Augustu Wilhelmu Eichlerju. V tistem obdobju se je začela uporabljati tudi tako imenovana cvetna formula, ki se še danes pogosto navaja skupaj s cvetnim diagramom.

## Zgodovina
V 19. stoletju sta bili razviti dve različni metodi za prikazovanje morfologije rastlinskih cvetov; opisna cvetna formula in grafični cvetni diagram. Slednjega se pogosto pripisuje Nemcu Augustu Wilhelmu Eichlerju, ki ga je uporabil v svojem delu Blüthendiagramme iz let 1875 in 1878, ki še danes predstavlja pomemben vir informacij o morfologiji cvetov. Za Eichlerjem so cvetne diagrame začeli uporabljati tudi drugi botaniki; eden prvih je bil ameriški botanik John Henry Schaffner. Diagramov se je v svojem delu Types of Floral Mechanism iz leta 1908 poslužil britanski botanik in botanični ilustrator Arthur Harry Church. Med novejše primere uporabe cvetnih diagramov spadajo Sattlerjeva Organogenesis of Flowers iz leta 1973, Stützlova Botanische Bestimmungsübungen iz leta 2006, Simpsonova Plant Systematics iz leta 2010 in Floral Diagrams, ki jo je leta 2010 izdal Louis Ronse De Craene.

## Osnovne značilnosti
Cvetni diagram je shematski prikaz prečnega prereza mlade rastline, ki se ga gleda iz ptičje perspektive. Po navadi prikazuje število število cvetnih delov (pa tudi organov, ki niso del cveta, a so z njim tesno povezani), njihovo velikost, razporeditev in morebitno zraslost. Različni deli so predstavljeni z različnimi dogovorjenimi simboli, nekateri avtorji pa uporabljajo tudi dodatne simbole, ki ne predstavljajo delov cveta, ampak podajajo več informacij (denimo o simetriji cvetov). Ni sprejetega dogovora, ki bi predpisoval standardni izgled cvetnih diagramov, tako da se pojavljajo mnoge različice, ki so odvisne od svojih avtorjev.
Po Krajnčiču ločimo dva tipa cvetnih diagramov:
- empirični se uporabljajo za prikazovanje vseh cvetnih delov, ki so razviti
- teoretični so namenjeni filogenetski analizi, saj se vanje vnaša tudi dele cvetov, ki niso prisotni (denimo takšne, ki so nekoč izpadli itd.)

Cvetni diagrami so uporabni za opisovanje ontogenije cvetov in prikazovanje evolucijske sorodnosti ter razvoja. Z njihovo pomočjo je mogoče prikazati posamično rastlinsko vrsto ali celoten višji takson, možen pa je tudi prikaz socvetij.
Diagrami se navadno rišejo tako, da je steblo (kadar je prikazano) narisano zgoraj, medtem ko je krovni list spodaj. Obe strukturi sta postavljeni v sredinsko lego. Kadar se prikazuje cvetni diagram skrajno zgornjega cveta, se stebla ne riše, ker to ni vidno. Nekateri cvetnim diagramom dodajajo tudi predliste.

## Simboli v diagramu
V nadaljevanju je podan seznam pogosteje uporabljenih simbolih, četudi nekateri avtorji ne uporabljajo vseh ali se poslužujejo svojih simbolnih znamenj.

### Krovni listi, predlisti in steblo
Krovne liste (brakteje) in predliste (brakteole) se najpogosteje prikazuje v obliki loka. V delu Floral Diagrams, ki ga je napisal botanik Ronse De Craene, imajo tile znaki črno polnilo in trikotnik na sredini, da se jih enostavno loči od cvetnih listov. V Eichlerjevi knjigi Blüthendiagramme je prikazanih več možnih primerov ponazarjanja krovnih listov in predlistov.
| Ronse De Craene | Eichler   |
| --------------- | --------- |
|                 | raznoliko |

V delu Floral Diagrams Ronse De Craene steblo prikaže z majhnim črnim krogom, medtem ko za steblo (poganjek) socvetja uporablja prekrižan bel krog. Eichler v Blüthendiagramme za steblo in steblo socvetja uporablja različne simbole.
|                   | Ronse De Craene | Eichler   |
| ----------------- | --------------- | --------- |
| steblo            |                 | raznoliko |
| poganjek socvetja |                 | raznoliko |

### Cvetno odevalo
Tudi sestavne dele cvetnega odevala se pogosto prikazuje v obliki loka, ki je lahko obarvan. Eichler v svojem delu tepale (enake cvetne liste, ki se pojavljajo v perigonu) označi s pomočjo belih lokov, čašni listi (sepali) so belo črtasti loki, medtem ko venčne liste ponazarjajo loki s črnim polnilom. Ronse De Craene se drži načela, da se zelene liste cvetnega odevala prikaže s črnimi loki in obarvane (pigmentirane) s pomočjo belih lokov.
| Ronse De Craene          | Eichler                         |
| ------------------------ | ------------------------------- |
| čašni listi venčni listi | tepali čašni listi venčni listi |

### Andrecej
Prašniki so predstavljeni s pomočjo oblike, ki ponazarja prečni rez posamične prašnice. Nekateri jih v primeru večjega števila prikažejo z majhnimi krogi. Staminodiji ali sterilni prašniki (prašniki, ki nimajo razvitih prašnic in zato ne proizvajajo pelodnih zrn) so prikazani kot majhen črn krog v središču večjega belega ali so v obliki črno obarvanega prečnega reza prašnice. Podobno jih nariše tudi Eichler.
|            | Ronse De Craene | Eichler |
| ---------- | --------------- | ------- |
| prašnik    | ali             |         |
| staminodij | ali             |         |

### Ginecej
Pestič je prikazan v obliki prečnega prereza plodnice, katere lego se ponazori z majhnimi trikotniki.
|                   | Ronse De Craene | Eichler |
| ----------------- | --------------- | ------- |
| nadrasla plodnica |                 |         |
| podrasla plodnica |                 |         |
| obrasla plodnica  |                 |         |

### Drugo
Zraslost posamičnih struktur se ponazori z neprekinjenimi črtami med cvetnimi deli.

## Primeri
| Partial inflorescence of Theobroma cacao                                  | Floral diagram of Pyrus communis                                          |
| Del socvetja kakavovca (Theobroma cacao) Cvetna formula: *K5C5A(5+5) G(5) | Cvetni diagram hruške (Pyrus communis) Cvetna formula: *K(5)C5A10+5+5G(4) |